# Blaga (okręg Jassy)
Blaga – wieś w Rumunii, w okręgu Jassy, w gminie Schitu Duca. W 2011 roku liczyła 124 mieszkańców.